# Pável Lukiánenko
Pável Panteleimónovich Lukiánenko (en ruso: Павел Пантелеймонович Лукьяненко, Ivánovskaya, Imperio ruso, 27 de mayo de 1901-Krasnodar, Unión Soviética, 13 de junio de 1973) fue un agrónomo soviético ruso, académico de la Academia de Ciencias de la Unión Soviética (1964) y de la Academia de Ciencias Agrícolas de la Unión Soviética (1948).

## Biografía

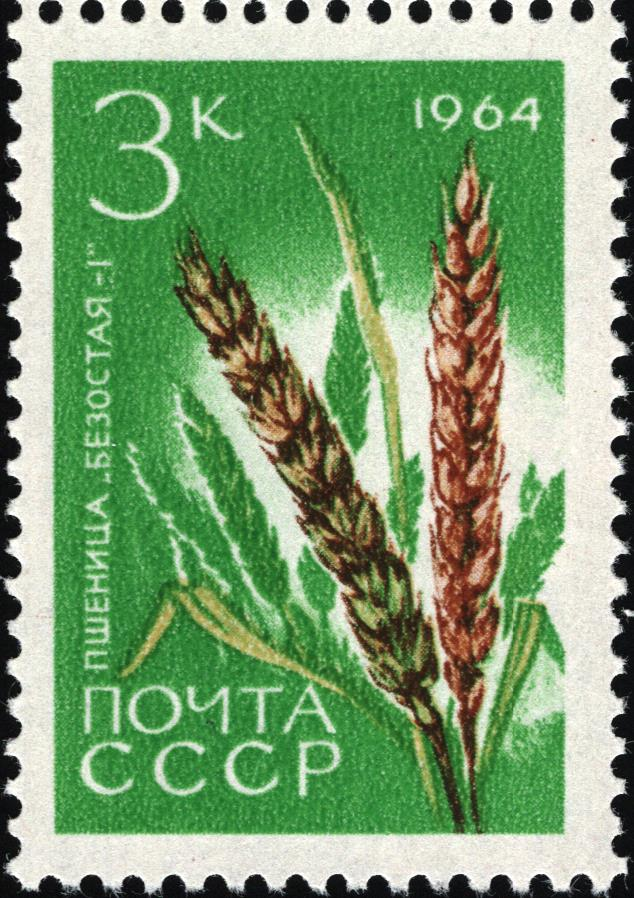
Sello de la Unión Soviética de 1964 con la variedad de trigo Bezostaya-1, creada por Lukiánenko.

Nació en Ivánovskaya, en el óblast de Kubán del Imperio ruso el 27 de mayo de 1901. En 1926 se graduó en el Instituto Agrícola del Kubán de Krasnodar y comienza a trabajar como técnico en Yesentukí. En 1927 y 1928 trabajó como administrador y en el campo experimental en Korenóvskaya. Entre ese último año y 1929 trabajó en Krýmskaya en el Instituto de Investigación de Kubán-Mar Negro.
Se dedicó a la hibridación de especies de trigo de invierno. De 1930 a 1956 trabajó como científico colaborador en el Estación de Investigación Agrícola de Krasnodar, del que sería director adjunto de investigación científica desde 1941 y que actualmente lleva su nombre. Desde 1956 hasta su muerte el 13 de junio de 1973 en Krasnodar, dirigió las investigaciones en cuanto a la mejora vegetal del trigo y las leguminosas en el mismo centro. Fue nombrado vicepresidente de la Academia de Ciencias Agrícolas de la Unión Soviética para las zonas del Cáucaso Norte y el Mar Negro central de la RSFS de Rusia. Creó 45 variedades de trigo, de las cuales la más famosa es la Bezostaya-1.
Era miembro del Partido Comunista de la Unión Soviética desde 1964, del que fue delegado en el 23º y 24º congreso. Fue diputado del Soviet Supremo de la URSS entre 1958 y su muerte.
Se declaraba alumno de Trofim Lysenko.

## Premios, reconocimientos y condecoraciones
- Premio Stalin (1946)
- Premio Lenin (1959)
- Tres Órdenes de la Bandera Roja del Trabajo (1950, 1956, 1961)
- Dos veces Héroe del Trabajo Socialista (1957, 1971)
- Dos Órdenes de Lenin (1957, 1971)
- Académico de la Academia de Ciencias de la URSS (1964)
- Miembro de la Asociación Europea de Seleccionadores (1965)
- Miembro honorario de la Academia de Ciencias de Hungría(1965)
- Personalidad emérita de la Ciencia de la RSFS de Rusia (1966)
- Miembro extranjero de la Academia de Ciencias Agrícolas y Silvicultura de Suecia (1968)
- Doctor honorario de la Academia de Ciencia Agrícolas de la República Democrática Alemana (1971)
- Premio Estatal de la URSS (1979, póstumamente).
- Otras medallas civiles soviéticas y extranjeras.